# Thiel (cràter)
Thiel és un cràter d'impacte pertanyent a la cara oculta de la Lluna, situat a sud del cràter més gran Quetelet, i al nord-oest de Charlier.

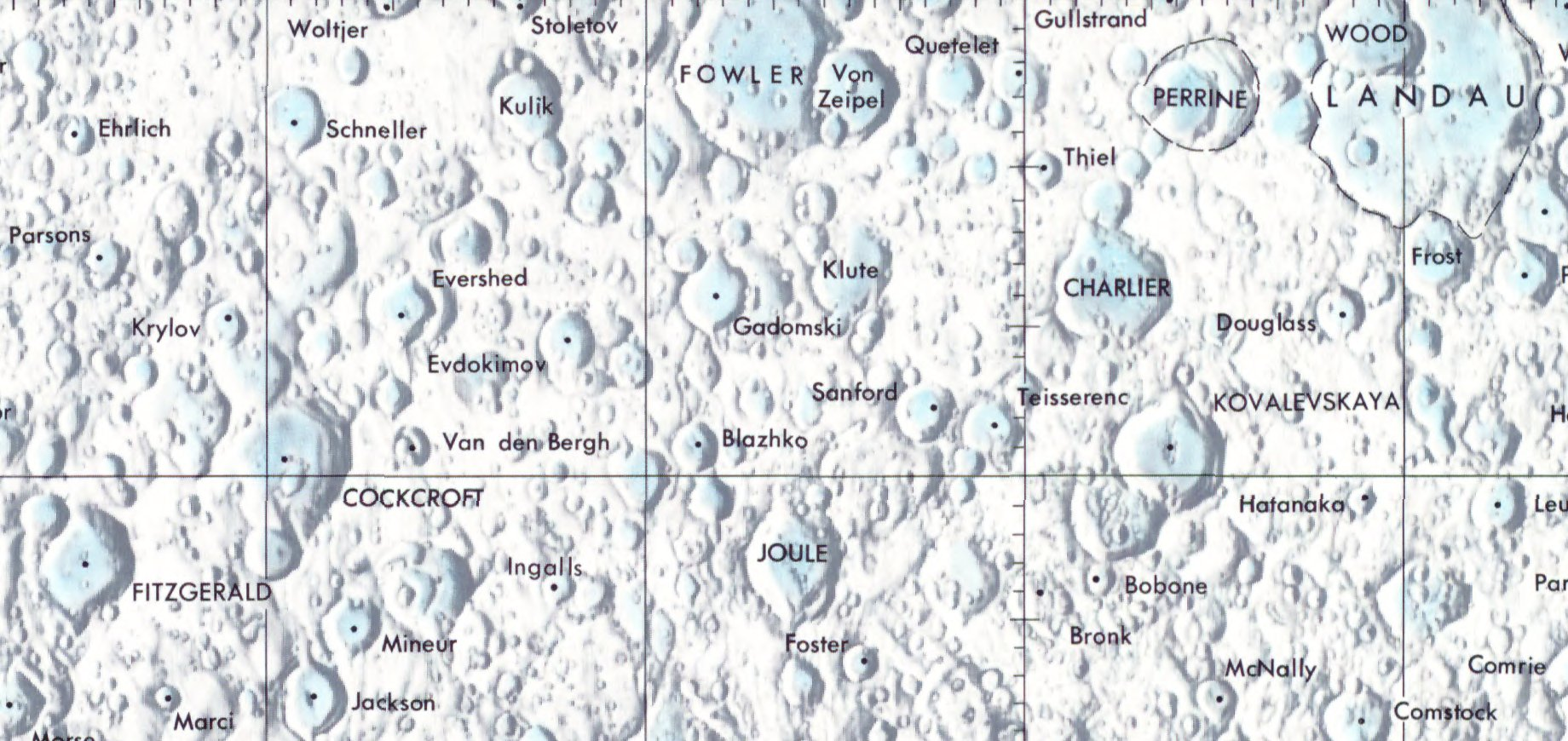
Localització de Thiel (superior dreta de la imatge)
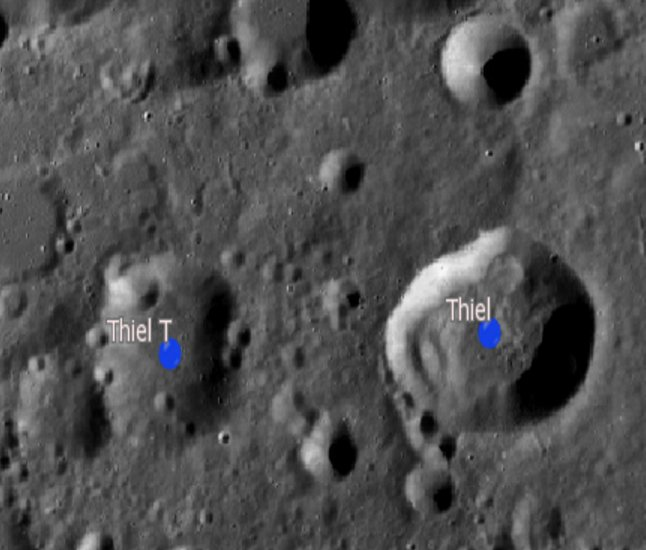
Cràters satèl·lit
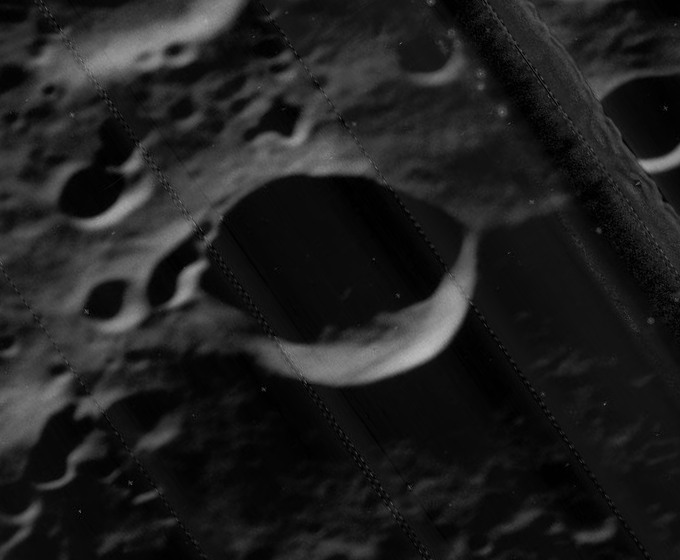
Imatge obliqua de la missió Lunar Orbiter 5

És un cràter de vora esmolada, aproximadament circular, amb un petit impacte en el sector nord-est de la vora exterior. Per la resta, està relativament lliure d'erosió per altres impactes, i l'interior no està marcat per cràters significatius. Les parets internes són irregulars en alguns llocs, amb apilaments de materials formant tarteres a la base.

## Cràters satèl·lit
Per convenció aquests elements són identificats en els mapes lunars posant la lletra en el costat del punt central del cràter que està més proper a Thiel.
| Thiel | Coordenades                            | Diàmetre |
| ----- | -------------------------------------- | -------- |
| T     | 40° 24′ N, 136° 36′ O / 40.4°N,136.6°O | 31 km    |